# پری (دهانه)
پری یک دهانه برخوردی در ماه‌ است.